# Phare de Höskuldsey
Le phare de Höskuldsey est un phare d'Islande. Il est situé sur l'île de Höskuldsey, à l'ouest de Stykkishólmur, dans la région de Vesturland.